# آلبانو بیزاری
آلبانو بیزاری (انگلیسی: Albano Bizzarri؛ زادهٔ ۹ نوامبر ۱۹۷۷) بازیکن فوتبال اهل آرژانتین است.
از باشگاه‌هایی که در آن بازی کرده‌است می‌توان به باشگاه فوتبال رئال مادرید، باشگاه فوتبال کیه‌وو ورونا، باشگاه ورزشی لاتزیو، باشگاه فوتبال کاتانیا، باشگاه فوتبال دلفینو پسکارا، باشگاه فوتبال جنوآ، باشگاه خیمناستیک تاراگونا، باشگاه فوتبال اودینزه، باشگاه فوتبال رئال وایادولید، و باشگاه فوتبال راسینگ کلوب آویاندا اشاره کرد.